# Ceriana polistiformis
Ceriana polistiformis är en tvåvingeart som först beskrevs av Hull 1944.  Ceriana polistiformis ingår i släktet griffelblomflugor, och familjen blomflugor.
Artens utbredningsområde är Bolivia. Inga underarter finns listade i Catalogue of Life.